# Althepus
Althepus is een geslacht van spinnen uit de  familie van de Psilodercidae.

## Soorten
- Althepus bako Deeleman-Reinhold, 1995
- Althepus bamensis F. Y. Li & S. Q. Li, 2018
- Althepus biltoni Deeleman-Reinhold, 1995
- Althepus changmao F. Y. Li & S. Q. Li, 2018
- Althepus chengmenensis F. Y. Li & S. Q. Li, 2018
- Althepus cheni F. Y. Li & S. Q. Li, 2018
- Althepus christae Wang & Li, 2013
- Althepus complicatus Deeleman-Reinhold, 1995
- Althepus dekkingae Deeleman-Reinhold, 1995
- Althepus dongnaiensis F. Y. Li & S. Q. Li, 2018
- Althepus duan F. Y. Li & S. Q. Li, 2017
- Althepus duoji F. Y. Li & S. Q. Li, 2017
- Althepus erectus F. Y. Li, S. Q. Li & Jäger, 2014
- Althepus flabellaris F. Y. Li, S. Q. Li & Jäger, 2014
- Althepus gouci F. Y. Li & S. Q. Li, 2018
- Althepus guan F. Y. Li & S. Q. Li, 2018
- Althepus hongguangi F. Y. Li & S. Q. Li, 2018
- Althepus huoyan F. Y. Li & S. Q. Li, 2017
- Althepus incognitus Brignoli, 1973
- Althepus indistinctus Deeleman-Reinhold, 1995
- Althepus javanensis Deeleman-Reinhold, 1995
- Althepus jiandan F. Y. Li & S. Q. Li, 2017
- Althepus kuan F. Y. Li & S. Q. Li, 2017
- Althepus lakmueangensis F. Y. Li & S. Q. Li, 2017
- Althepus languensis F. Y. Li & S. Q. Li, 2017
- Althepus lehi Deeleman-Reinhold, 1985
- Althepus leucosternus Deeleman-Reinhold, 1995
- Althepus maechamensis F. Y. Li & S. Q. Li, 2018
- Althepus menglaensis F. Y. Li & S. Q. Li, 2018
- Althepus minimus Deeleman-Reinhold, 1995
- Althepus muangensis F. Y. Li & S. Q. Li, 2017
- Althepus naphongensis F. Y. Li & S. Q. Li, 2018
- Althepus natmataungensis F. Y. Li & S. Q. Li, 2018
- Althepus noonadanae Brignoli, 1973
- Althepus nophaseudi F. Y. Li, S. Q. Li & Jäger, 2014
- Althepus phadaengensis F. Y. Li & S. Q. Li, 2018
- Althepus phousalao F. Y. Li & S. Q. Li, 2018
- Althepus pictus Thorell, 1898
- Althepus pum Deeleman-Reinhold, 1995
- Althepus qianhuang F. Y. Li & S. Q. Li, 2018
- Althepus qingyuani F. Y. Li & S. Q. Li, 2018
- Althepus qiqiu F. Y. Li & S. Q. Li, 2017
- Althepus reduncus F. Y. Li, S. Q. Li & Jäger, 2014
- Althepus sepakuensis F. Y. Li & S. Q. Li, 2018
- Althepus shanhu F. Y. Li & S. Q. Li, 2018
- Althepus spiralis F. Y. Li, S. Q. Li & Jäger, 2014
- Althepus stonei Deeleman-Reinhold, 1995
- Althepus suayaiensis F. Y. Li & S. Q. Li, 2018
- Althepus suhartoi Deeleman-Reinhold, 1985
- Althepus tadetuensis F. Y. Li & S. Q. Li, 2018
- Althepus tanhuang F. Y. Li & S. Q. Li, 2018
- Althepus thanlaensis F. Y. Li & S. Q. Li, 2018
- Althepus tharnlodensis F. Y. Li & S. Q. Li, 2018
- Althepus tibiatus Deeleman-Reinhold, 1985
- Althepus tuqi F. Y. Li & S. Q. Li, 2017
- Althepus viengkeoensis F. Y. Li & S. Q. Li, 2018
- Althepus xianxi F. Y. Li & S. Q. Li, 2017
- Althepus xuae F. Y. Li & S. Q. Li, 2018
- Althepus yizhuang F. Y. Li & S. Q. Li, 2018